# 2,3-双(二苯基膦)丁烷
Chiraphos是一种手性二膦化合物，用于有机金属化学当中作为配体。Chiraphos具有两种对映体形式： S，S和R，R。

## 制备
Chiraphos可通过如下方法制备：先通过S,S或R,R-酒石酸制备S,S或R,R-2,3-丁二醇而得到手性中心。这种通过廉价易得的光学纯原料制备手性化合物的策略称为：手性池合成。二醇先被对甲苯磺酰化，而后二对甲苯磺酸酯和二苯基膦锂试剂反应得到Chiraphos。